# Республика Македония на «Детском Евровидении — 2005»
Северная Македония участвовала в «Детском Евровидении — 2005», проходившем в Хасселте, Бельгия, 26 ноября 2005 года. На конкурсе страну представил Денис Димовски с песней «Родендески бакнеж», выступивший восьмым. Он занял восьмое место, набрав 68 баллов.

## Национальный отбор
Национальный отбор состоялся 17 сентября 2005 года. Победитель был определён комбинацией голосов от жюри (50%) и телезрителей (50%).
| Евросонг за деца 2005 — 17 сентября 2005 | Евросонг за деца 2005 — 17 сентября 2005 | Евросонг за деца 2005 — 17 сентября 2005 | Евросонг за деца 2005 — 17 сентября 2005 | Евросонг за деца 2005 — 17 сентября 2005 | Евросонг за деца 2005 — 17 сентября 2005 | Евросонг за деца 2005 — 17 сентября 2005 |
| Артист                                   | Песня                                    | Жюри                                     | Телезрители                              | Телезрители                              | Всего                                    | Место                                    |
| Артист                                   | Песня                                    | Жюри                                     | Голоса                                   | Баллы                                    | Всего                                    | Место                                    |
| ---------------------------------------- | ---------------------------------------- | ---------------------------------------- | ---------------------------------------- | ---------------------------------------- | ---------------------------------------- | ---------------------------------------- |
| Денис Димовски                           | «Родендески бакнеж»                      | 40                                       | 318                                      | 45                                       | 85                                       | 1                                        |
| Ивана и Войдан                           | «Jас и ти»                               | 24                                       | 1498                                     | 60                                       | 84                                       | 2                                        |
| Кристина Милошевска                      | «Запеj ми»                               | 28                                       | 461                                      | 50                                       | 78                                       | 3                                        |
| Миланка Новеска                          | «Моjот сон»                              | 36                                       | 244                                      | 40                                       | 76                                       | 4                                        |
| Петар Гуревски                           | «Даj ми некоj знак»                      | 32                                       | 201                                      | 25                                       | 57                                       | 5                                        |
| Роберт Митров                            | «Каде да те пронаjдам»                   | 21                                       | 237                                      | 35                                       | 56                                       | 6                                        |
| Симона Димитрова                         | «Силен ритам»                            | 12                                       | 236                                      | 30                                       | 42                                       | 7                                        |
| Панделина Атанасова                      | «Магиjа да направам»                     | 18                                       | 79                                       | 20                                       | 38                                       | 8                                        |
| Деспина Спировска                        | «Љубов без граници»                      | 10                                       | 48                                       | 15                                       | 25                                       | 9                                        |
| Стефани Брзанова                         | «Детска фантазиjа»                       | 15                                       | 21                                       | 10                                       | 25                                       | 10                                       |

## На «Детском Евровидении»
Финал конкурса транслировал телеканал МТВ 1, комментатором которого была Миланка Рашик, а результаты голосования от Северной Македонии объявлял Васе Доковски. Денис Димовски выступил под восьмым номером после России и перед Нидерландами, и занял восьмое место, набрав 68 баллов.

## Голосование[4]
| Баллы     | Страна                         |
| --------- | ------------------------------ |
| 12 баллов |                                |
| 10 баллов | Россия Сербия и Черногория     |
| 8 баллов  | Белоруссия Румыния             |
| 7 баллов  |                                |
| 6 баллов  |                                |
| 5 баллов  |                                |
| 4 балла   | Великобритания Латвия Хорватия |
| 3 балла   | Нидерланды                     |
| 2 балла   | Мальта                         |
| 1 балл    | Бельгия Испания Швеция         |

| Баллы     | Страна              |
| --------- | ------------------- |
| 12 баллов | Дания               |
| 10 баллов | Сербия и Черногория |
| 8 баллов  | Хорватия            |
| 7 баллов  | Белоруссия          |
| 6 баллов  | Испания             |
| 5 баллов  | Норвегия            |
| 4 балла   | Румыния             |
| 3 балла   | Греция              |
| 2 балла   | Латвия              |
| 1 балл    | Россия              |